# Eliseo Martín
Eliseo Martín Omenat (Monzón, 5 novembre 1973) è un ex siepista spagnolo.

## Palmarès
| Anno | Manifestazione          | Sede       | Evento        | Risultato | Prestazione | Note                                     |
| ---- | ----------------------- | ---------- | ------------- | --------- | ----------- | ---------------------------------------- |
| 1992 | Mondiali juniores       | Seul       | 10000 m piani | 7º        | 29'38"13    |                                          |
| 1997 | Giochi del Mediterraneo | Bari       | 3000 m siepi  | 6º        | 8'37"95     |                                          |
| 1998 | Europei                 | Budapest   | 3000 m siepi  | 7º        | 8'26"60     |                                          |
| 2000 | Giochi olimpici         | Sydney     | 3000 m siepi  | 6º        | 8'23"00     |                                          |
| 2001 | Mondiali                | Edmonton   | 3000 m siepi  | 12º       | 8'27"78     |                                          |
| 2002 | Europei                 | Monaco     | 3000 m siepi  | 5º        | 8'28"63     |                                          |
| 2003 | Mondiali                | Parigi     | 3000 m siepi  | Bronzo    | 8'09"09     |                                          |
| 2004 | Giochi olimpici         | Atene      | 3000 m siepi  | 9º        | 8'15"77     |                                          |
| 2007 | Mondiali                | Osaka      | 3000 m siepi  | 7º        | 8'22"91     | Miglior prestazione personale stagionale |
| 2008 | Giochi olimpici         | Pechino    | 3000 m siepi  | Batteria  | 8'23"19     |                                          |
| 2009 | Mondiali                | Berlino    | 3000 m siepi  | 9º        | 8'16"51     | Miglior prestazione personale stagionale |
| 2010 | Europei                 | Barcellona | 3000 m siepi  | 7º        | 8'27"49     |                                          |